# Фёдоровка (Хмельницкая область)
Фёдоровка (укр. Федорівка) — село в Красиловском районе Хмельницкой области Украины.
Население по переписи 2001 года составляло 235 человек. Почтовый индекс — 31013. Телефонный код — 3855. Занимает площадь 0,981 км². Код КОАТУУ — 6822786604.

## Местный совет
31013, Хмельницкая обл., Красиловский р-н, с. Фёдоровка, ул. Центральная